# Streitberger Weiher
Der Streitberger Weiher ist ein künstliches Gewässer in der Gemarkung Frauenrain der Gemeinde Antdorf südlich des bereits zur Gemarkung Arnried, Gemeinde Eberfing gehörenden Weilers Streitberg. Sein Nordufer bildet die Gemeindegrenze. Er entwässert nach Nordwesten in einen weiteren kleinen Weiher, der früher ein Teil des Streitberger Weihers war, und dieser wiederum in einen namenlosen Graben, der sich im weiteren Verlauf mit anderen Gräben beim Weiler Tradfranz vereint, letztendlich in einer Senke versickert.